# Frøslev (Padborg)
 For alternative betydninger, se Frøslev. (Se også artikler, som begynder med Frøslev)
Frøslev (tysk: Fröslee) ligger i Sønderjylland ved den dansk-tyske landegrænse og er en bydel til Padborg. Tidligere var den en selvstændig landsby, men indgår nu i et samlet byområde. Frøslev forbindes blandt andet med digteren Karsten Thomsen og interneringslejren Frøslevlejren, der i dag er museum og efterskole. Den sønderjyske bydel ligger i Aabenraa Kommune og hører til Region Syddanmark.

## Områdets historie
Kromanden Karsten Thomsen (død 1889) skrev sange på det lokale sprog (Frøslevmål). Disse sange er blevet en del af den sønderjyske sangskat.
I 1800-tallet skiftede mange landsbyer omkring Flensborg sprog fra sønderjysk til plattysk. Karsten Thomsen fik stoppet denne tendens for Frøslevs vedkommende. Thomsens indsats lagde grunden til, at Frøslev kom til Danmark ved Genforeningen 1920. Dette er forklaringen på, at grænsen slår et sving mod syd ved Frøslev. [kilde mangler]
I 1920 blev Frøslev adskilt fra resten af Hanved Sogn og lagt til Bov Sogn. Da grænsen ved Frøslev samtidig blev lukket, blev der en lang omvej til befolkningens gamle kirke i Hanved (tysk: Handewitt). Grænsen blev først åbnet igen, da motorvejen kom.
Under besættelsen oprettede tyskerne Frøslevlejren, hvor danske modstandsfolk blev interneret. Efter krigen skiftede lejren navn til Fårhuslejren, men er i dag dog bedst kendt under navnet Frøslevlejren og fungerer i dag som museum og efterskole.
54°49′20″N 9°20′43″Ø / 54.82222°N 9.34528°Ø